# Yusuf Ziya Kavakçı
Hafiz Yusuf Ziya Kavakçı (* 22. Juni 1938 in Hendek, Sakarya, Türkei) ist ein türkischer islamischer Geistlicher.

## Leben
In jungen Jahren wurde er in den islamischen Wissenschaften ausgebildet und arbeitete nach erfolgreichen Prüfungen als Prediger, Muezzin und Mufti in Istanbul. Kavakçı absolvierte ein Studium an der Rechtswissenschaftlichen Fakultät der Universität Istanbul und am İstanbul Yüksek İslam Enstitüsü und wurde 1967 promoviert. Die Habilitation folgte 1980.
Er war Dekan der Theologischen Fakultät der Atatürk-Universität in Erzurum. Kavakçı verließ die Türkei, da seine Tochter mit Kopftuch dort nicht studieren durfte. Er ist heute in den Vereinigten Staaten von Amerika tätig. Er ist Resident Scholar und Imam der Islamic Association of  North Texas. Er ist der Gründer und Instrukteur der Privatschule IANT Qur’anic Academy in Richardson (Texas) sowie Gründungsdekan des Suffa Islamic Seminary in Dallas.
Er war einer der 138 Unterzeichner des offenen Briefes Ein gemeinsames Wort zwischen Uns und Euch (engl. A Common Word Between Us & You), den Persönlichkeiten des Islam an „Führer christlicher Kirchen überall“ (engl. "Leaders of Christian Churches, everywhere …") sandten (13. Oktober 2007).
Er ist der Vater der früheren Abgeordneten Merve Kavakçı.